# Jaume Basil i Alabau
Jaume Basil i Andreu (Vic, Osona, 1748 - 1803) Fou Examinador sinodal (1774). Domer major i racioner de la catedral de Vic (1788).
Alumne intern del Seminari de Vic, residint-hi sis anys en qualitat del col·legial de número. En aquesta institució defensà les conclusions menors i les generals de filosofia i de teologia: en 1763 exposà sota el mestre escotista Francesc Vall les conclusions racionals de la filosofia. En 1769 obtingué el grau de doctor per la Universitat de Gandia. Tornà al Seminari de Vic a ensenyar-hi quatre cursos de teologia escolàstica. Després es presentà a dues oposicions a canonge: una de magistral a la Seu d'Urgell i una altra a la col·legiata de Calaf. Amb posterioritat obtingué la rectoria de Sant Joan d'Oló (1774-1788). Deixà aquesta parròquia per anar de domer racioner a la catedral de Vic.